# Australia (Whore of the world)
Australia (Whore of the world) (з англ. «Австралія (повія світу)») — протестна пісня на тему зміни клімату, яку написав і видав 2010 року співак і пісняр Джон Гордон. В цій пісні автор нарікає на гірничу культуру Австралії, особливо видобуток вугілля і його експорт, порівнюючи країну з копальнею-повією.
Завдяки провокативному меседжу, на пісню звернули увагу різноманітні австралійські друковані та онлайн ЗМІ, включаючи гірничі форуми. Музична преса назвала композицію однією з визначних сучасних протестних австралійських пісень. Melbourne Age навіть насмілилися стверджувати що пісня гурту Midnight Oil під назвою Blue Sky Mine не йде в жодне порівняння з Australia (Whore of the World).
ABC Local Radio Southern Queensland (Australian Broadcasting Corporation) заборонила пісню, оскільки, на їхню думку, вона занадто провокативна для консервативної аудиторії. Радіостанція ABC Southern Queensland охоплює місто Тувумба і регіон Дарлінг Даунс, в якому Гордон виконував цю пісню на численних антигірничих мітингах. Однак пісню крутили по радіо ABC в інших частинах Австралії, а також виставили на національному сайті ABC Environment.
Пісню Australia (Whore of the world) записано лише з використанням фісгармонії та гітари, як акомпанементу для голосу. Гордон написав свою пісню в місцевості Нґааньятьярра, де він працює в музичній індустрії.